# Liste des localités de la république de l'Altaï
La république de l'Altaï comprend les localités suivantes au début de 2020:
- 1 ville ;
- 247 établissements ruraux dont 8 inhabités.

Dans la liste ci-dessous, les localités sont réparties (en termes de structure administrative-territoriale) entre 1 ville et 10 raïons (aïmags). Au sein de l'organisation de l'autonomie locale (unités municipales), elles sont réparties entre 1 okroug urbain et 13 raïons municipaux.
La population des établissements ruraux est donnée selon le recensement de 2010 et le recensement de 2021 de la Russie (mené par le bureau local de Rosstat),. Les dates de fondation sont indiquées d'après la liste des lieux peuplés du territoire sibérien de 1928, lorsqu'elles sont disponibles, ou alors avec contre-indications d'autres sources.

## Ville (okroug urbain)
| N° | Localité      | Statut | Fondation | Population 2010 | Population 2021 |
| -- | ------------- | ------ | --------- | --------------- | --------------- |
| 1  | Gorno-Altaïsk | ville  | 1824      | 56 933          | 65 342          |

## Raïons (aïmags)

### Raïon de Koch-Agatch
| Liste des localités | Liste des localités | Liste des localités | Liste des localités | Liste des localités | Liste des localités |
| N°                  | Localité            | Statut              | Fondation           | Population 2010     | Population 2021     |
| ------------------- | ------------------- | ------------------- | ------------------- | ------------------- | ------------------- |
| 1                   | Aktal               | village             | 1914                | 12                  | 14                  |
| 2                   | Arkyt               | village             |                     | 64                  | 23                  |
| 3                   | Beltir              | village             |                     | 363                 | 354                 |
| 4                   | Belyachi            | village             |                     | 1379                | 1363                |
| 5                   | Jana-Aoul           | village             |                     | 992                 | 751                 |
| 6                   | Kokoria             | village             |                     | 1056                | 937                 |
| 7                   | Koch-Agatch         | village             | 1801                | 7900                | 8334                |
| 8                   | Kouraï              | village             | 1901                | 514                 | 512                 |
| 9                   | Kyzyl-Tach          | village             |                     | 766                 | 869                 |
| 10                  | Moukhor-Tarkhata    | village             |                     | 910                 | 833                 |
| 11                  | Novy Beltir         | village             |                     | 904                 | 1 289               |
| 12                  | Ortolyk             | village             |                     | 688                 | 757                 |
| 13                  | Tachanta            | village             |                     | 550                 | 474                 |
| 14                  | Telenguit-Sortogoï  | village             |                     | 658                 | 614                 |
| 15                  | Tobeler             | village             |                     | 1058                | 801                 |
| 16                  | Tchagan-Ouzoun      | village             | 1801                | 449                 | 403                 |

### Raïon de Maïma
| Liste des localités | Liste des localités | Liste des localités | Liste des localités | Liste des localités | Liste des localités |
| N°                  | Localité            | Statut              | Fondation           | Population 2010     | Population 2021     |
| ------------------- | ------------------- | ------------------- | ------------------- | ------------------- | ------------------- |
| 1                   | Aleksandrovka       | village             | 1860                | 317                 | 277                 |
| 2                   | Alfiorovo           | possiolok           |                     | 1074                | 1704                |
| 3                   | Barangol            | possiolok           |                     | 120                 | 56                  |
| 4                   | Birioulia           | village             | 1775                | 679                 | 709                 |
| 5                   | Verkh-Karagouj      | village             |                     | 452                 | 441                 |
| 6                   | Verkhni Saïdys      | possiolok           |                     | 2                   | 2                   |
| 7                   | Doubrovka           | possiolok           | 1922                | 400                 | 484                 |
| 8                   | Izvetkovy           | possiolok           |                     | 48                  | 44                  |
| 9                   | Karassouk           | village             |                     | 288                 | 254                 |
| 10                  | Karlouchka          | possiolok           |                     | 413                 | 409                 |
| 11                  | Karym               | possiolok           |                     | 75                  | 44                  |
| 12                  | Kyzyl-Oziok         | village             |                     | 4052                | 4513                |
| 13                  | Maïma               | village             | 1810                | 16174               | 16890               |
| 14                  | Manjerok            | village             | 1856                | 1535                | 1339                |
| 15                  | Oziornoïe           | village             |                     | 170                 | 248                 |
| 16                  | Podgornoïe          | village             |                     | 472                 | 711                 |
| 17                  | Rybalka             | possiolok           | 1880                | 43                  | 75                  |
| 18                  | Soïouzga            | village             | 1802                | 1146                | 1028                |
| 19                  | Sredni Saïdys       | village             | 1726                | 194                 | 187                 |
| 20                  | Tourbaza «Iounost»  | possiolok           |                     | 45                  | 83                  |
| 21                  | Oulaloutchka        | possiolok           |                     | onze                | 2                   |
| 22                  | Ourlou-Aspak        | village             | 1860                | 408                 | 329                 |
| 23                  | Oust-Mouny          | village             | 1876                | 437                 | 382                 |
| 24                  | Filial              | possiolok           |                     | 18                  | 64                  |
| 25                  | Tcheremchanka       | possiolok           |                     | 69                  | 100                 |

### Raïon d'Ongoudaï
| Liste des localités | Liste des localités | Liste des localités | Liste des localités | Liste des localités | Liste des localités |
| N°                  | Localité            | Statut              | Fondation           | Population 2010     | Population 2021     |
| ------------------- | ------------------- | ------------------- | ------------------- | ------------------- | ------------------- |
| 1                   | Akbom               | village             |                     | 23                  | 21                  |
| 2                   | Barkhatovo          | village             |                     | 12                  | 3                   |
| 3                   | Bichiktou-Boom      | village             |                     | 263                 | 217                 |
| 4                   | Bolchoï Ialoman     | village             | 1626                | 254                 | 136                 |
| 5                   | Bootchi             | village             |                     | 280                 | 259                 |
| 6                   | Ielo                | village             | 1626                | 858                 | 794                 |
| 7                   | Inegen              | village             | 1626                | 195                 | 183                 |
| 8                   | Inia                | village             | 1900                | 798                 | 670                 |
| 9                   | Iodro               | village             | 1909                | 276                 | 233                 |
| 10                  | Kara Koby           | village             | 1750                | 237                 | 229                 |
| 11                  | Karakol             | village             | 1850                | 458                 | 425                 |
| 12                  | Kaïantcha           | village             |                     | 0                   | 143                 |
| 13                  | Kaïarlyk            | village             | 1526                | 200                 | 34                  |
| 14                  | Koulada             | village             |                     | 532                 | 539                 |
| 15                  | Kouptchegen         | village             | 1849                | 574                 | 521                 |
| 16                  | Kourota             | village             | —                   | 350                 | 289                 |
| 17                  | Malaïa Inya         | village             |                     | 208                 | 161                 |
| 18                  | Mali Ialoman        | village             |                     | 219                 | 173                 |
| 19                  | Neftebaza           | village             |                     | 81                  | 61                  |
| 20                  | Nijniaïa Talda      | village             | 1913                | 533                 | 539                 |
| 21                  | Oziornoïé           | village             |                     | 258                 | 196                 |
| 22                  | Ongoudaï            | village             | 1626                | 5655                | 5 786               |
| 23                  | Talda               | village             | 1700                | 138                 | 83                  |
| 24                  | Tenga               | village             |                     | 643                 | 599                 |
| 25                  | Touïekta            | village             | 1876                | 360                 | 340                 |
| 26                  | Oulita              | village             | 1800                | 255                 | 283                 |
| 27                  | Khabarovka          | village             | 1850                | 305                 | 265                 |
| 28                  | Tchouïozy           | village             | 2010                | 0                   | 2                   |
| 29                  | Tchatchikman        | village             |                     | 752                 | 608                 |
| 30                  | Chiba               | village             |                     | 329                 | 259                 |

### Raïon de Tourotchak
| Liste des localités | Liste des localités | Liste des localités | Liste des localités | Liste des localités | Liste des localités |
| N°                  | Localité            | Statut              | Fondation           | Population 2010     | Population 2021     |
| ------------------- | ------------------- | ------------------- | ------------------- | ------------------- | ------------------- |
| 1                   | Artybach            | village             | —                   | 560                 | 616                 |
| 2                   | Biïka               | village             |                     | 571                 | 507                 |
| 3                   | Verkh-Biïsk         | village             |                     | 507                 | 481                 |
| 4                   | Daïbovo             | village             |                     | dix                 | 1                   |
| 5                   | Dmitrievka          | village             | 1911                | 634                 | 566                 |
| 6                   | Iogatch             | village             |                     | 1289                | 1 263               |
| 7                   | Itkoutch            | village             |                     | 0                   | 0                   |
| 8                   | Kanatchak           | village             |                     | 103                 | 69                  |
| 9                   | Kaïachkan           | village             | 1826                | 143                 | 70                  |
| 10                  | Kébezen             | village             | 1856                | 661                 | 545                 |
| 11                  | Kourmatch-Baïgol    | village             | 1824/1826           | 214                 | 16                  |
| 12                  | Lebedskoïé          | village             |                     | 0                   | 2                   |
| 13                  | Maïsk               | village             |                     | 185                 | 80                  |
| 14                  | Novo-Troïtsk        | village             | 1911                | 46                  | 23                  |
| 15                  | Ogni                | village             |                     | 21                  | 3                   |
| 16                  | Ozero-Koureïevo     | village             |                     | 381                 | 291                 |
| 17                  | Sankine Aïl         | village             |                     | 102                 | 71                  |
| 18                  | Sovetski Baigol     | village             |                     | 12                  | 1                   |
| 19                  | Stari Kébezen       | village             | 1850                | 153                 | 146                 |
| 20                  | Stretinka           | village             |                     | 0                   | 0                   |
| 21                  | Souranach           | village             |                     | 44                  | 203                 |
| 22                  | Siouria             | village             |                     | 4                   | 0                   |
| 23                  | Talon               | village             |                     | 32                  | 16                  |
| 24                  | Tondochka           | village             |                     | 329                 | 257                 |
| 25                  | Touloï              | village             |                     | 224                 | 165                 |
| 26                  | Tourotchak          | village             | 1864                | 5582                | 5 250               |
| 27                  | Oudalovka           | village             | 1910                | 180                 | 133                 |
| 28                  | Oust-Lebed          | village             |                     | 3                   | 0                   |
| 29                  | Oust-Pyja           | village             |                     | 162                 | 154                 |
| 30                  | Tchouïka            | village             |                     | 99                  | 34                  |
| 31                  | Chounarak           | village             |                     | 46                  | 23                  |
| 32                  | Iaïliou             | village             | 1812                | 187                 | 188                 |

### Raïon d'Oulagan
| Liste des localités | Liste des localités | Liste des localités | Liste des localités | Liste des localités | Liste des localités |
| N°                  | Localité            | Statut              | Fondation           | Population 2010     | Population 2021     |
| ------------------- | ------------------- | ------------------- | ------------------- | ------------------- | ------------------- |
| 1                   | Aktach              | village             |                     | 2755                | 2113                |
| 2                   | Balyktouïoul        | village             | Années 1890         | 1346                | 1312                |
| 3                   | Balyktcha           | village             |                     | 795                 | 795                 |
| 4                   | Bélé                | village             |                     | 30                  | 11                  |
| 5                   | Kara-Koudiour       | village             | 1697                | 348                 | 336                 |
| 6                   | Kokbech             | village             |                     | 20                  | 19                  |
| 7                   | Koo                 | village             | 1870                | 240                 | 213                 |
| 8                   | Pasparta            | village             | 1766                | 317                 | 287                 |
| 9                   | Saratan             | village             |                     | 738                 | 831                 |
| 10                  | Oust-Oulagan        | village             | 1786                | 3222                | 4203                |
| 11                  | Tchibilia           | village             | 1770                | 672                 | 750                 |
| 12                  | Tchibit             | village             | 1801                | 651                 | 526                 |
| 13                  | Iazoula             | village             | 1802                | 254                 | 227                 |

### Raïon d'Oust-Kan
| Liste des colonies | Liste des colonies | Liste des colonies | Liste des colonies | Liste des colonies | Liste des colonies |
| Non.               | Localité           | Taper              | Fondation          | Population 2010    | Population 2021    |
| ------------------ | ------------------ | ------------------ | ------------------ | ------------------ | ------------------ |
| 1                  | Beli Anouï         | village            | 1800               | 803                | 720                |
| 2                  | Verkh-Anouï        | village            | 1800               | 383                | 373                |
| 3                  | Verkh-Mouta        | village            |                    | 112                | 90                 |
| 4                  | Verkh-Iabogan      | village            |                    | 128                | 125                |
| 5                  | Vladimirovka       | village            |                    | 228                | 188                |
| 6                  | Kaïssyn            | village            | 1912               | 240                | 220                |
| 7                  | Karakol            | village            |                    | 151                | 131                |
| 8                  | Keleï              | village            |                    | 162                | 165                |
| 9                  | Kozoul             | village            |                    | 535                | 486                |
| 10                 | Korgon             | village            |                    | 402                | 287                |
| 11                 | Kyrlyk             | village            | 1625               | 1086               | 983                |
| 12                 | Mendour Sokkon     | village            |                    | 719                | 691                |
| 13                 | Oziornoïe          | village            |                    | 181                | 125                |
| 14                 | Oro                | village            |                    | 230                | 134                |
| 15                 | Sanarovka          | village            |                    | 118                | 88                 |
| 16                 | Talitsa            | village            |                    | 125                | 81                 |
| 17                 | Tourata            | village            |                    | 192                | 144                |
| 18                 | Tioudrala          | village            |                    | 332                | 271                |
| 19                 | Oust-Kan           | village            | 1876               | 4123               | 4 892              |
| 20                 | Oust-Koumir        | village            |                    | 484                | 407                |
| 21                 | Oust-Mouta         | village            |                    | 521                | 552                |
| 22                 | Tcherni Anouï      | village            |                    | 661                | 607                |
| 23                 | Iabogan            | village            | 1800               | 1430               | 1 252              |
| 24                 | Iakonour           | village            | 1756               | 1661               | 1 426              |

### Raïon d'Oust-Koksa
| Liste des localités | Liste des localités | Liste des localités | Liste des localités | Liste des localités | Liste des localités |
| N°                  | Localité            | Statut              | Fondation           | Population 2010     | Population 2021     |
| ------------------- | ------------------- | ------------------- | ------------------- | ------------------- | ------------------- |
| 1                   | Abaï                | village             | 1860                | 403                 | 317                 |
| 2                   | Ak-Koba             | possiolok           | 1904                | 63                  | 29                  |
| 3                   | Amour               | village             |                     | 830                 | 779                 |
| 4                   | Bannoïé             | village             |                     | 324                 | 243                 |
| 5                   | Bachtala            | village             | 1860                | 413                 | 437                 |
| 6                   | Beriozovka          | possiolok           | 1823                | 265                 | 208                 |
| 7                   | Verkh-Ouïmon        | village             | 1786                | 579                 | 583                 |
| 8                   | Vlassievo           | village             | 1820                | 13                  | 6                   |
| 9                   | Gagarka             | possiolok           | 1866                | 222                 | 218                 |
| 10                  | Gorbounovo          | village             | 1875                | 321                 | 212                 |
| 11                  | Zamoulta            | possiolok           | 1836                | 213                 | 240                 |
| 12                  | Kaïtanak            | village             | 1877                | 360                 | 289                 |
| 13                  | Karagaï             | village             |                     | 450                 | 444                 |
| 14                  | Kastakhta           | village             | 1884                | 149                 | 129                 |
| 15                  | Katanda             | village             | 1836                | 1038                | 794                 |
| 16                  | Krasnoïarska        | possiolok           | 1896                | 60                  | 56                  |
| 17                  | Krasnoïarska        | possiolok           |                     | 0                   | 0                   |
| 18                  | Kourdiom            | village             |                     | 34                  | 20                  |
| 19                  | Kourounda           | possiolok           |                     | 228                 | 151                 |
| 20                  | Koutcherla          | possiolok           | 1880                | 210                 | 193                 |
| 21                  | Maralovodka         | possiolok           |                     | 241                 | 195                 |
| 22                  | Maralnik-1          | possiolok           |                     | 55                  | 59                  |
| 23                  | Maralnik-2          | possiolok           |                     | 14                  | 21                  |
| 24                  | Margala             | possiolok           | 1900                | 123                 | 103                 |
| 25                  | Moulta              | village             | 1836                | 706                 | 721                 |
| 26                  | Nijni Ouïmon        | village             | 1826                | 184                 | 116                 |
| 27                  | Ognevka             | village             | 1861                | 644                 | 530                 |
| 28                  | Oktiabrskoïé        | possiolok           |                     | 248                 | 239                 |
| 29                  | Polevodka           | possiolok           |                     | 78                  | 66                  |
| 30                  | Sakhsabaï           | possiolok           | 1727                | 17                  | 15                  |
| 31                  | Sini Iar            | village             |                     | 7                   | 5                   |
| 32                  | Souzar              | possiolok           |                     | trente              | 20                  |
| 33                  | Sougach             | village             | 1826                | 576                 | 493                 |
| 34                  | Talda               | village             |                     | 712                 | 631                 |
| 35                  | Terekta             | possiolok           | 1850                | 449                 | 378                 |
| 36                  | Tikhonkaïa          | village             |                     | 425                 | 385                 |
| 37                  | Tiougourouk         | possiolok           | 1881                | 327                 | 298                 |
| 38                  | Tioungour           | village             | 1876                | 397                 | 326                 |
| 39                  | Ouloujaï            | possiolok           |                     | 0                   | 0                   |
| 40                  | Oust-Koksa          | village             | 1807                | 4373                | 4 810               |
| 41                  | Tchendek            | village             | 1866                | 928                 | 750                 |
| 42                  | Ioustik             | village             |                     | 311                 | 292                 |

### Raïon de Tchemal
| Liste des localités | Liste des localités       | Liste des localités | Liste des localités | Liste des localités | Liste des localités |
| N°                  | Localité                  | Statut              | Fondation           | Population 2010     | Population 2021     |
| ------------------- | ------------------------- | ------------------- | ------------------- | ------------------- | ------------------- |
| 1                   | Anos                      | village             | 1890                | 382                 | 452                 |
| 2                   | Askat                     | village             | 1866                | 161                 | 262                 |
| 3                   | Aïoula                    | village             | 1876                | 307                 | 231                 |
| 4                   | Belchpeltir               | village             | 1912                | 457                 | 463                 |
| 5                   | Verkh Anos                | possiolok           | 1905                | 20                  | 40                  |
| 6                   | Ielanda                   | village             | 1836                | 151                 | 116                 |
| 7                   | Karakol                   | village             | 1906                | 8                   | 1                   |
| 8                   | Kouïous                   | village             | 1612                | 229                 | 180                 |
| 9                   | Nijni Kouïoum             | village             | 1726                | 16                  | 26                  |
| 10                  | Oroktoï                   | village             |                     | 229                 | 129                 |
| 11                  | Tolgoïek                  | village             | 1886                | 142                 | 118                 |
| 12                  | Base touristique "Katoun" | village             |                     | 111                 | 123                 |
| 13                  | Ouznezia                  | village             |                     | 452                 | 459                 |
| 14                  | Ouojan                    | village             | 1859                | 78                  | 66                  |
| 15                  | Oust-Séma                 | village             |                     | 401                 | 356                 |
| 16                  | Tchemal                   | village             | 1885                | 3602                | 4 260               |
| 17                  | Tchepoch                  | village             | 1800                | 705                 | 850                 |
| 18                  | Édigan                    | village             | —                   | 235                 | 188                 |
| 19                  | Élekmonar                 | village             | 1816                | 1755                | 1 860               |

### Raïon de Tchoïa
| Liste des localités | Liste des localités | Liste des localités | Liste des localités | Liste des localités | Liste des localités |
| N°                  | Localité            | Statut              | Fondation           | Population 2010     | Population 2021     |
| ------------------- | ------------------- | ------------------- | ------------------- | ------------------- | ------------------- |
| 1                   | Bolchaïa Kouzia     | village             |                     | 0                   | 1                   |
| 2                   | Goussevka           | village             | 1881                | 327                 | 328                 |
| 3                   | Itchinsk            | village             |                     | 8                   | 0                   |
| 4                   | Kara-Torbok         | village             | 1776                | 0                   | 11                  |
| 5                   | Karakokcha          | village             | 1904                | 1338                | 1 265               |
| 6                   | Kiska               | village             | 1866                | 162                 | 120                 |
| 7                   | Krasnosselsk        | village             |                     | 214                 | 202                 |
| 8                   | Kouzia              | village             | 1834                | 34                  | 40                  |
| 9                   | Lévinka             | village             |                     | 24                  | 11                  |
| 10                  | Nikolskoïé          | village             | 1836                | 3                   | 1                   |
| 11                  | Paspaoul            | village             | 182                 | 1160                | 1 066               |
| 12                  | Salganda            | village             |                     | 34                  | 13                  |
| 13                  | Syoïka              | village             |                     | 1520                | 1 277               |
| 14                  | Sovetskoïe          | village             |                     | 108                 | 74                  |
| 15                  | Sougoul             | village             | 1910                | 54                  | 35                  |
| 16                  | Soukhoï Karassouk   | village             |                     | 5                   | 2                   |
| 17                  | Tounja              | village             |                     | 238                 | 200                 |
| 18                  | Ouïmen              | village             | 1825                | 372                 | 340                 |
| 19                  | Ouskoutch           | village             | 1875                | 353                 | 317                 |
| 20                  | Tchoïa              | village             | 1876                | 1916                | 1 908               |
| 21                  | Inyrga              | village             | 1850                | 478                 | 414                 |

### Raïon de Chebalino
| Liste des localités | Liste des localités | Liste des localités | Liste des localités | Liste des localités | Liste des localités |
| N°                  | Localité            | Statut              | Fondation           | Population 2010     | Population 2021     |
| ------------------- | ------------------- | ------------------- | ------------------- | ------------------- | ------------------- |
| 1                   | Aktel               | village             | 1851                | 332                 | 246                 |
| 2                   | Arbaïta             | village             |                     | 66                  | 54                  |
| 3                   | Baragach            | village             | 1900                | 761                 | 691                 |
| 4                   | Barlak              | village             |                     | 42                  | 37                  |
| 5                   | Bech-Oziok          | village             |                     | 611                 | 574                 |
| 6                   | Verkh-Apchouïakhta  | village             | —                   | 276                 | 195                 |
| 7                   | Verkh-Tcherga       | village             | 1626                | 218                 | 209                 |
| 8                   | Diektiek            | village             |                     | 607                 | 466                 |
| 9                   | Ilinka              | village             |                     | 756                 | 474                 |
| 10                  | Kamaï               | village             | 1826                | 75                  | 51                  |
| 11                  | Kamlak              | village             | 1806                | 567                 | 557                 |
| 12                  | Kaspa               | village             | —                   | 360                 | 329                 |
| 13                  | Koukouïa            | village             |                     | 37                  | 15                  |
| 14                  | Koumalyr            | village             |                     | 165                 | 105                 |
| 15                  | Malaïa Tcherga      | village             | 1886                | 274                 | 261                 |
| 16                  | Mariïnsk            | village             |                     | 200                 | 79                  |
| 17                  | Mogourta            | village             | 1884                | 37                  | 28                  |
| 18                  | Moukhor-Tcherga     | village             | 1856                | 137                 | 125                 |
| 19                  | Myiouta             | village             |                     | 284                 | 232                 |
| 20                  | Topoutchaïa         | village             |                     | 209                 | 181                 |
| 21                  | Ouloustcherga       | village             |                     | 293                 | 258                 |
| 22                  | Tcherga             | village             | 1796                | 1826                | 1 624               |
| 23                  | Chebalino           | village             | 1833                | 4924                | 4 685               |
| 24                  | Tchyrgaïtou         | village             |                     | 539                 | 512                 |